# Bolesław Laskowski
Bolesław Laskowski (geboren in Toruń) was een Pools militair die op 11 april 1945 in Klijndijk gesneuveld is. Hij was als sergeant-majoor actief in de Poolse 1e Pantserdivisie.

## Biografie
Laskowski was commandant van het 3e peloton tanks, onderdeel van het 1e eskadron van de eerste Poolse pantserdivisie.  Hij overleed na een verrassingsaanval van Duitse soldaten, waarbij Bolesław, die boven op zijn Cromwell tank zat, een kogel door zijn hoofd kreeg. Hierdoor viel Bolesław van de tank af op de grond. Onderweg naar het ziekenhuis in Emmen stierf Bolesław aan zijn verwondingen.
Na eerst in Emmen te zijn begraven, is hij later, door de Oorlogsgraven Stichting, overgebracht naar de Poolse begraafplaats te Breda. In april 1965 heeft het gemeentebestuur van Odoorn besloten om ter nagedachtenis van deze verzetsstrijder de naam Kampweg te veranderen in Laskowskilaan. In tegenstelling met wat op het straatnaambordje staat vermeld, is Laskowski niet in Odoorn gesneuveld, maar in Klijndijk.